# Бангура, Альхассан
Альхассан «Ласс» Бангура (фр. Alhassane Bangoura; 30 марта 1992, Конакри, Гвинея) — гвинейский футболист, нападающий. Выступал за национальную сборную Гвинеи.

## Карьера

### Клубная
Бангура начал свою карьеру в местном клубе «Этуаль де Гвинея». В 2010 году, в возрасте 18 лет, перешёл в молодёжную команду «Райо Вальекано». В 25 матчах за этот клуб ему удалось забить 23 гола.
Бангура сыграл в четырёх матчах Сегунды с основной командой в сезоне 2010/11, когда клуб вернулся в Ла Лигу после восьмилетнего отсутствия.
28 августа 2011 года футболист дебютировал в высшем дивизионе Испании, сыграв 31 минуту в матче против «Атлетика» из Бильбао, завершившемся со счётом 1:1.
5 января 2015 года перешёл в «Гранаду» на правах аренды до конца сезона. А уже 8 января дебютировал за новый клуб в матче 1/8 Кубка Короля против «Севильи», и отличился забитым голом со штрафного.
В последний день зимнего трансферного окна, 1 февраля 2016 года, игрок перешёл во французский «Реймс» на правах аренды до конца сезона.
1 февраля 2018 года отправился в аренду в «Альмерию» до конца сезона. Он дебютировал за клуб спустя два дня, заменив Манди на 46-й минуте против «Лорки», а матч завершился победой его новой команды 2:1.
23 января 2019 года был взят в аренду клубом MLS «Ванкувер Уайткэпс» сроком на один год с опцией выкупа. В североамериканской лиге дебютировал 2 марта в матче стартового тура сезона против «Миннесоты Юнайтед». 16 марта в матче против «Хьюстон Динамо» забил свой первый гол за канадский клуб. По окончании сезона 2019 «Уайткэпс» вернул полузащитника в «Райо Вальекано».
1 февраля 2020 года «Райо» отдал игрока в аренду «Луго» до конца сезона.
В следующие сезоны его продолжали отдавать в аренду в эквадорский «Эмелек» и греческий «ПАС Ламия 1964».

### Международная
Альхассан Бангура входил в состав сборной Гвинеи на Кубке Африки среди игроков не старше 17 лет. За взрослую команду он дебютировал в 2011 году, когда ему было лишь 19. В следующем году он был вызван в национальную команду для участия в Кубке африканских наций. В 2019 году вновь был вызван в национальную команду для участия в Кубке африканских наций.